# تاجیک‌های کانادا
تاجیک‌های کانادا به شهروندان کانادایی تاجیک‌تبار گفته می‌شود. با توجه به سرشماری ۲۰۱۱، حدود ۲٬۴۰۰ کانادایی ادعای‌تبار تاجیکی داشتند. هم‌اکنون در استان کبک ۵۰۰ خانوادهٔ تاجیک از تاجیکستان، افغانستان، ازبکستان، روسیه، اسرائیل و غیره زندگی می‌کنند. آن‌ها ساکن مونترئال (بیش از ۲۵۰ خانواده)، شهر کبک، شربروک و گرنبی (۳۰ خانواده) هستند. بیش از ۵۰۰ خانوادهٔ تاجیک در منطقهٔ تورنتو زندگی می‌کند. تنها ۲۵۰ خانواده تاجیک‌ها یهودی بخاری در فورست هیل در تورنتو زندگی می‌کنند.

## تاریخچه مهاجرت به کانادا
نخستین موج مهاجرت تاجیک‌ها به کانادا در دههٔ ۱۹۷۰ میلادی در بحبوحهٔ جنگ سرد آغاز شد. شمار مهاجران زیاد نبود. در میان آن‌ها نمایندگی در جامعهٔ تاجیکستان از جمله تاجیک‌ها، یهودیان بخاری و تاجیک‌ها روسی‌زبان بوده‌اند.
دومین موج مهاجران تاجیک در دههٔ ۱۹۸۰ پس از حملهٔ شوروی به افغانستان و هنگام پرسترویکای گورباچف به کانادا آمدند. تاجیک‌ها از تاجیکستان، ازبکستان و به‌ویژه افغانستان به کانادا مهاجرت کردند.
موج سوم مهاجرت تاجیک به کانادا در سال ۱۹۹۲ و پس از جنگ داخلی تاجیکستان آغاز شد. این روند پس از به دست گرفتن قدرت توسط جنبش افراطی طالبان در افغانستان (۱۹۹۶) تشدید شد، سیاست تنفر ضد تاجیکی رژیم طالبان، هزاران نفر از مردم تاجیک را مجبور به ترک افغانستان به مقصد کانادا کرد.
موج چهارم مهاجرت تاجیک‌ها از دههٔ نخست سال ۲۰۰۰ آغاز شده‌است. امروزه، مردم تاجیک از تاجیکستان، افغانستان، ازبکستان، اسرائیل و روسیه وارد کانادا شده‌اند.